# Думмис
Думмис (англ. Balance pistons, Dummy piston) — часть машины(паровой/газовой турбины, компрессора,и пр.) или любого вращающегося механизма, служащая для уравновешивания осевой составляющей давления рабочей среды. Осевое усилие при применении думмиса можно уменьшить до нуля. Отсутствие осевого усилия на роторе турбин упрощает, удешевляет конструкцию упорного подшипника и увеличивает надежность всего оборудования. Конструктивно изготавливают в проточной части камеру где созданная или подведенная среда под давлением действует на диск ротора в сторону приводящую к выравниванию осевого усилия (например к гребному винту). Пар или газ давит на ротор с рассчитанным значением и осевое усилие выравнивается.